# Hasanlu
Teppe Hasanlu, ou Hasanlu é um sítio arqueológico localizado no atual Irão, a sul do lago Úrmia, onde foram encontrados importantes objectos que são possíveis de datar do segundo milénio a.C. e outros mais tardios que são possíveis atribuir aos povos maneanos.  
O historiador russo Igor M. Diakonov sugeriu que os maneanos, habitantes da região ao redor do Lago Úrmia durante o início do primeiro milênio a.C., eram provavelmente falantes de uma língua relacionada aos hurritas. Na Bíblia Hebraica (Jeremias 51:27), Mannea é chamada de Minni, mencionada ao lado de Ararate em uma profecia contra a Babilônia. De acordo com a Enciclopédia Judaica, Minni é interpretado no Targum e na Peshitta como uma região da Armênia. Alguns estudiosos identificam Minni com o distrito armênio de Manavasean (Minyas), possivelmente o governo maneano mencionado nos registros assírios. Algumas teorias sugerem que o próprio nome Armênia pode derivar da frase ḪAR Minni, que significa montanhas de Minni. 
O sítio consiste em um monte central, uma 'cidadela' de 25 m de altura, com fortificações maciças e ruas pavimentadas, cercado por uma cidade externa baixa, que está 8 m acima da planície circundante. Todo o sítio, antes muito maior, mas reduzido em tamanho pelas atividades agrícolas e de construção locais, agora mede cerca de 600 m de largura, com a cidadela tendo um diâmetro de cerca de 200 m.
A natureza de sua destruição no final do século IX a.C. essencialmente congelou uma camada da cidade no tempo, fornecendo aos pesquisadores edifícios, artefatos e restos de esqueletos extremamente bem preservados das vítimas e combatentes. O sítio provavelmente estava associado aos maneanos e possivelmente aos armênios.

## Arqueologia
Após algumas escavações comerciais licenciadas por negociantes, o sítio foi escavado pela primeira vez por Aurel Stein em 1936  Outras escavações foram conduzidas pelo Serviço Arqueológico Iraniano em 1947 e 1949, embora aparentemente nada tenha sido publicado. O sítio de Hasanlu foi então escavado em 10 temporadas, entre 1956 e 1974, por uma equipe do Museu Universitário, da Universidade da Pensilvânia e do Museu Metropolitano. O projeto foi dirigido por Robert H. Dyson Jr. e é considerado hoje um importante campo de treinamento para uma geração de arqueólogos do Oriente Próximo de grande sucesso.

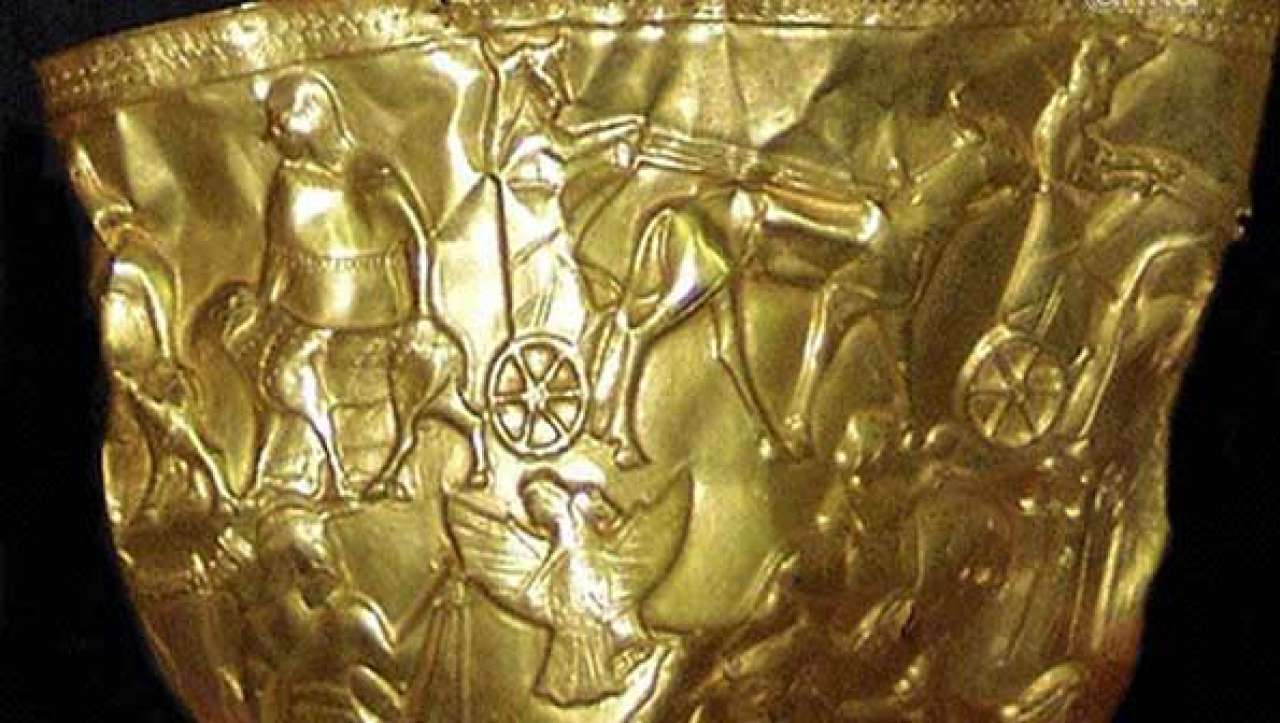
Taça de ouro de Hasanlu, fotografia criada em junho de 2019, por Emtadbir.

A descoberta inesperada da famosa Taça de Ouro em Hasanlu, em 1958, levou o projeto a mudar seu foco para níveis da Idade do Ferro, embora vários outros sítios na região também tenham sido escavados para manter o objetivo mais amplo do projeto. Uma taça de prata foi encontrada na mesma época. 
Os diversos trabalhos arqueológicos dividiram a história da ocupação do sítio em dez períodos com base na natureza dos achados, diferentes materiais e diferentes estratos: o mais antigo, Nível X, remonta ao período Neolítico, após o qual houve uma ocupação bastante contínua até o início da Idade do Ferro (ca. 1250–330 a.C.), seguido por um hiato antes da reocupação subsequente; a ocupação finalmente termina no período medieval do Irã (período Hasanlu I).

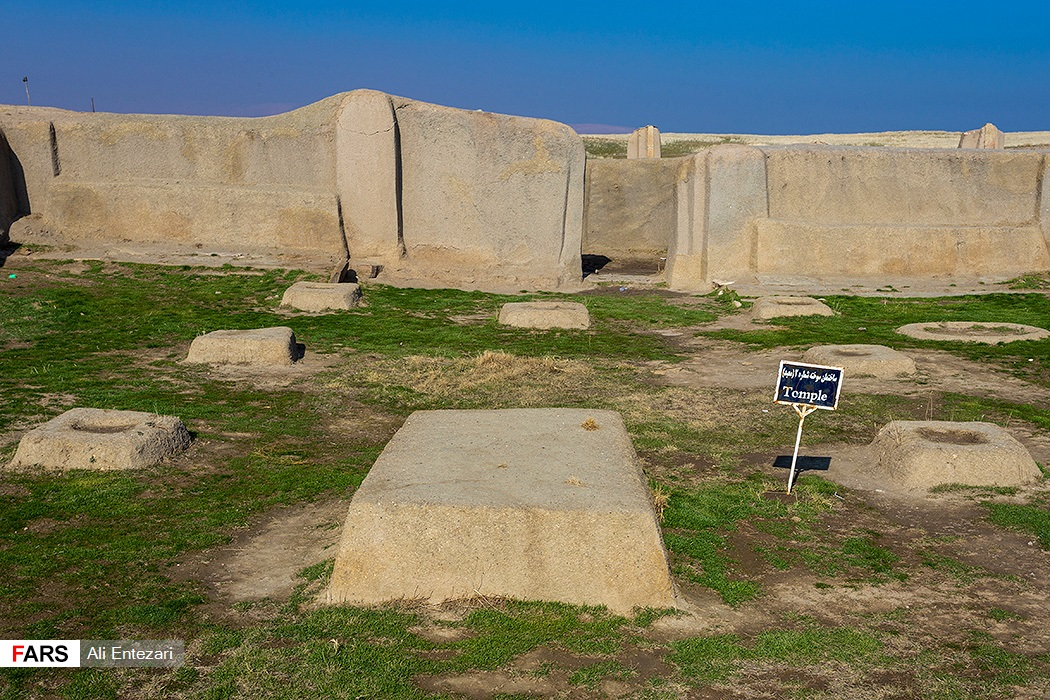
Vista geral do sitio Hasanlu, fotografia criada por Ali Entezani, em março de 2019.

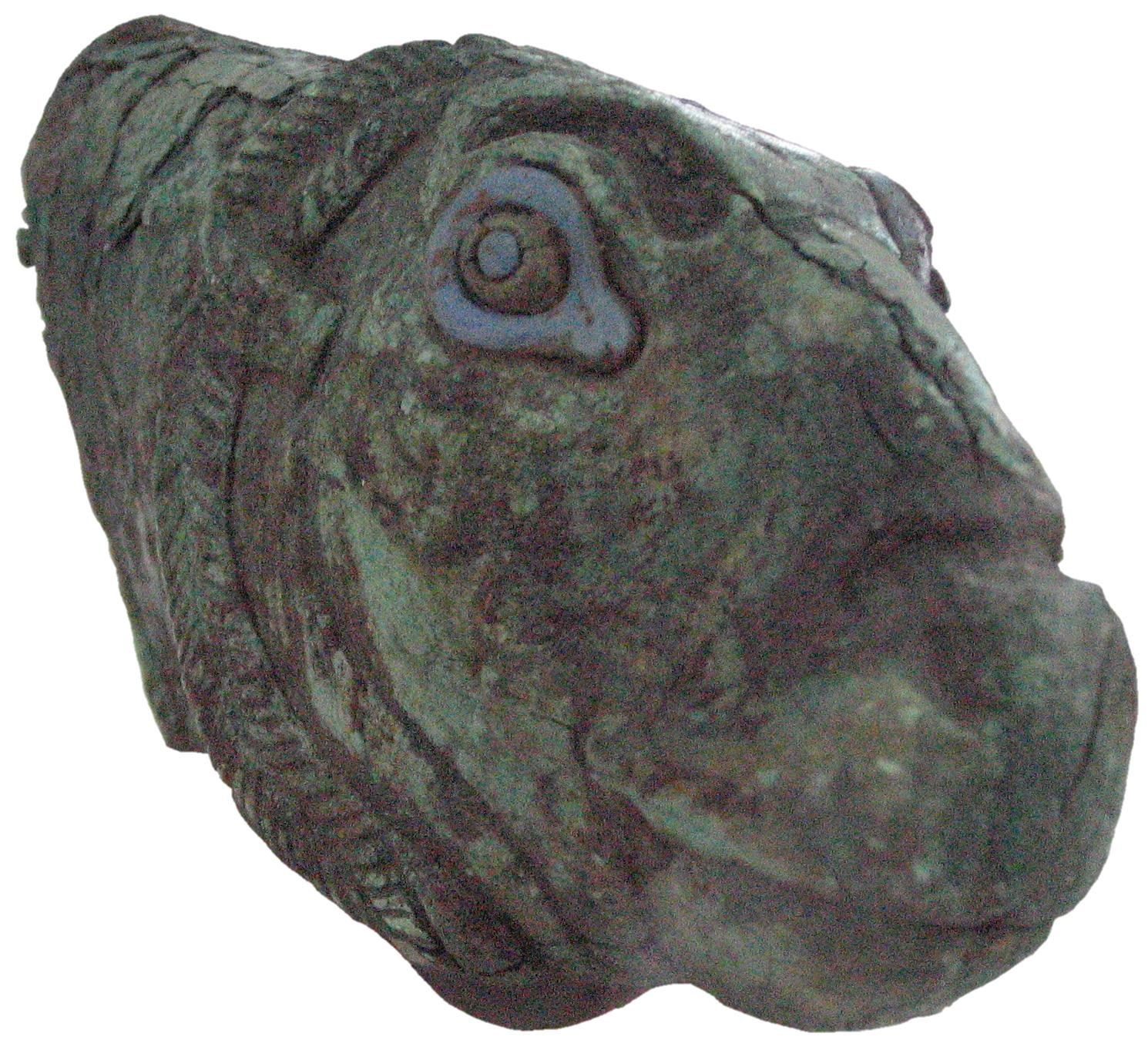
Artefato de bronze para bebidas, fotografia criada por Fabienkhan, em abril de 2006.